# ترافيس موريسون
ترافيس موريسون (بالإنجليزية: Travis Morrison)‏ هو عازف قيثارة أمريكي، ولد في 16 ديسمبر 1972.

## وصلات خارجية
- الموقع الرسمي
- ترافيس موريسون على موقع ميوزك برينز (الإنجليزية)
- ترافيس موريسون على موقع أول ميوزيك (الإنجليزية)
- ترافيس موريسون على موقع ديسكوغز (الإنجليزية)